# Rolien Numan
Roosje Numan-de Beer, bekend als Rolien Numan (Bodegraven, 18 december 1894 - Laren (Noord-Holland), 22 april 1987), was een Nederlands toneelactrice, voordrachtskunstenares, cabaretière en hoorspelactrice. 

## Biografie
Ze was dochter van Saartje ter Beek en bankier en commissionair in effecten Joseph de Beer. Ze was tussen 1920 en 1960 getrouwd met spraakleraar (onder meer voor doven) Hendrik Numan (1889-1960). Het echtpaar bleef kinderloos.
Ze was een leerling van Willem Royaards en was aangesloten bij een amateurgezelschap in haar geboorteplaats. Ze was daar ook de ontdekker van Kees Bakker. Numan zelf debuteerde in 1916 bij het gezelschap van Louis de Vries en was daarna actief in verschillende andere toneel- en cabaretgezelschappen. In 1932 stopte ze met toneel (Schouwtoneel). Tijdens de Tweede Wereldoorlog was ze actief binnen de illegaliteit en startte samen met Jan Musch, Hetty Beck en Ber Hulsing het sociaal-communistische ’t Gaat Goed-cabaret (GG-Cabaret), waarmee ze tot in 1947 optrad.
Vervolgens bleef Numan tot op hoge leeftijd actief als voordrachtskunstenares en hoorspelactrice voor bijvoorbeeld de VARA en de Nederlandse Radio Unie, maar dan voornamelijk op de achtergrond, soms ook als lerares in voordracht. In 1958 vroeg men zich al af waar ze was gebleven. Ze hield zich voornamelijk bezig met vertaalwerk.
Ze verhuisde in 1969 naar het toen geopende Rosa Spierhuis, waarover ze tijdens een verblijf in De Pauwhof had gehoord. Ze werd daar verenigd met oud-collega Hetty Beck. Ze overleed er op 92-jarige leeftijd als weduwe. Ze werd begraven op de Algemene Begraafplaats Blaricum. 